# Agostino Masucci
Agostino Masucci (1691 - 1758) foi um pintor italiano do final do período barroco, chamado rococó. Sua forte relação com a academia o aproximou do estilo neoclássico.